# Helen of the Chorus
Helen of the Chorus è un cortometraggio muto del 1916 diretto da George Ridgwell.

## Produzione
Il film fu prodotto dalla Edison Company.

## Distribuzione
Distribuito dalla General Film Company, il film - un cortometraggio in tre bobine - uscì nelle sale cinematografiche degli Stati Uniti il 30 maggio 1916.